# محمدعلی نبی‌زاده
محمدعلی نبی‌زاده (زادهٔ ۱۳۲۹ در گچساران) نمایندهٔ حوزهٔ انتخابیهٔ گچساران در دورهٔ  هفتم مجلس شورای اسلامی بوده‌است. وی پیش‌تر در دورهٔ ششم نیز عضو این مجلس بود که در سال ۸۱عمل قلب باز انجام داد ولی بعد از عمل برای زیارت به مشهد رفت و در آنجا در گذشت . او در هنگام مرگش۵۳ سال داشت.